# Telefone vermelho
A expressão Telefone vermelho, também conhecida em inglês como Moscow - Washington Hotline, foi uma linha direta de comunicação entre os governantes dos EUA e da URSS criada na década de 1960, projetada pela Harris Corporation. Era uma linha entre os 2 países, utilizada para aplacar diretamente as divergências e evitar conflitos entre as 2 maiores potências mundiais durante a Guerra fria. Embora na cultura popular seja conhecido como o "telefone vermelho", a linha direta nunca foi uma linha telefônica, e nenhum telefone vermelho foi usado. A primeira implementação usou equipamento de teletipo e mudou para máquinas de fax em 1986. Desde 2008, a linha direta Moscou – Washington tem sido um link de computador seguro no qual as mensagens são trocadas por uma forma segura de e-mail.

## Implantação

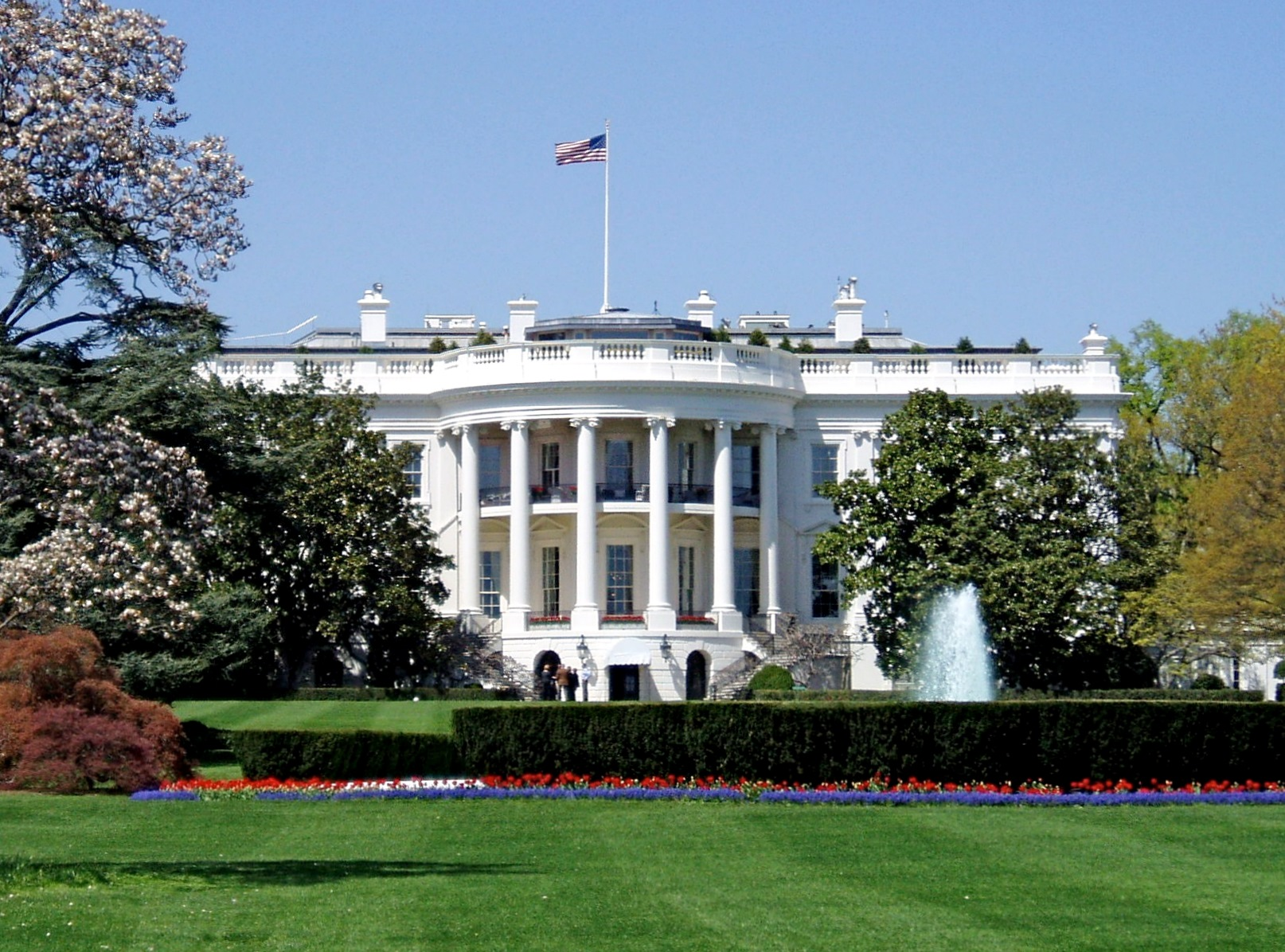
Fachada da Casa Branca nos Estados Unidos

A "Hotline", como viria a ser conhecida, foi criada em 20 de junho de 1963 durante o Comitê de Desarmamento das Nações na cidade de Genebra, Suíça, através do “Memorando de Entendimento Relativo à Criação de uma Linha Direta de Comunicação”, assinado por representantes da URSS e dos EUA. Após os acontecimentos da Crise dos Mísseis em Cuba, ficou claro que a comunicação direta entre as 2 potências nucleares era uma necessidade. Durante a crise, os EUA levaram quase 12 horas para receber e decodificar a mensagem com 3 mil palavras de Nikita Khruschev, então secretário-geral do PCUS, um tempo perigosamente longo em se tratando da estratégia de brinkmanship nuclear. Enquanto os EUA elaboravam uma resposta, uma mensagem mais dura a partir de Kremlin foi recebida exigindo que os mísseis americanos fossem removidos da Turquia. Assessores da Casa Branca pensaram que a crise poderia ter sido resolvida mais rapidamente e até evitada se a comunicação tivesse sido mais rápida. Esta ligação foi criptografada utilizando as informações teoricamente seguras do criptossistema one-time pad.

## Tecnologia

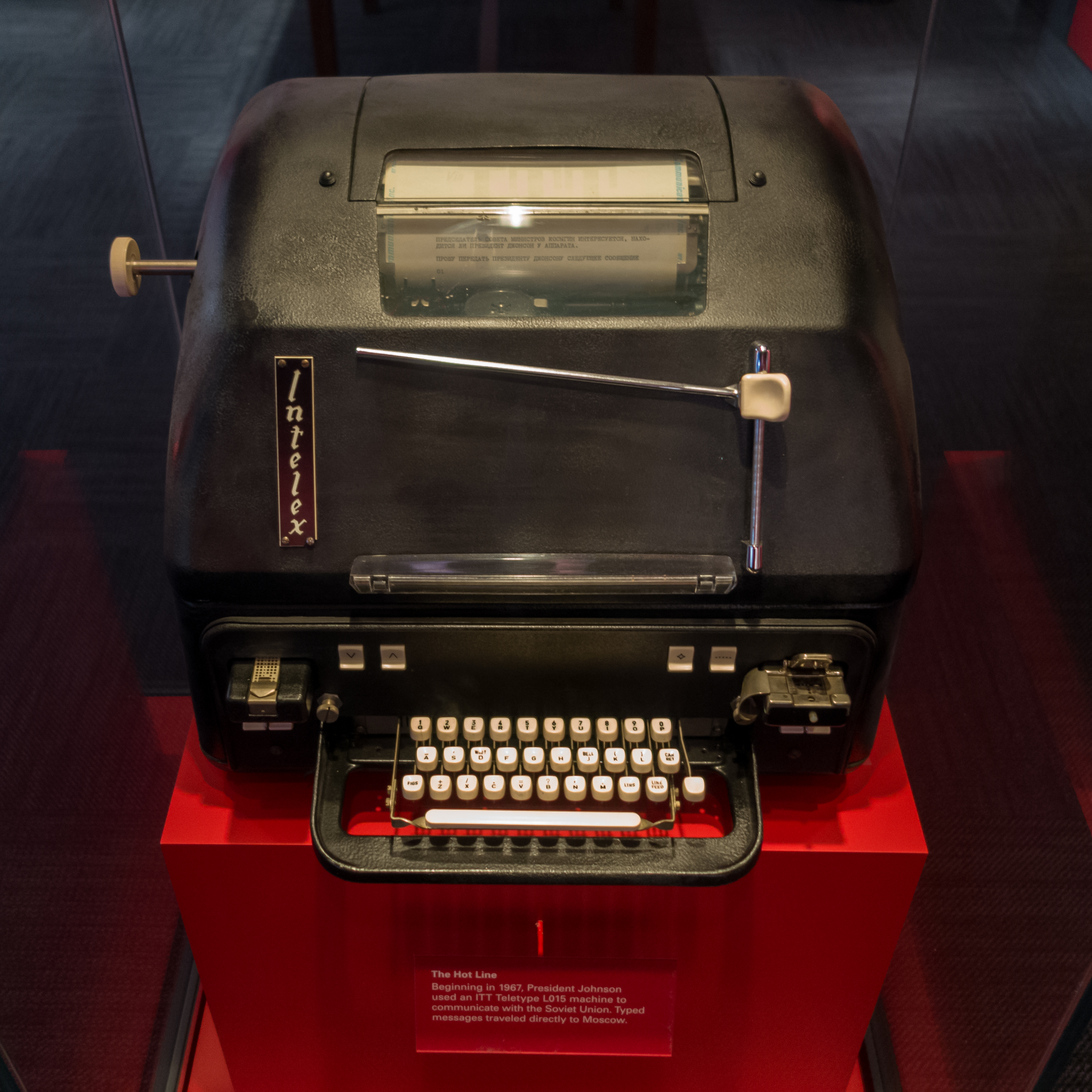
ITT Intelex Teletype L015, conforme exibido na Biblioteca e Museu Lyndon Baines Johnson.

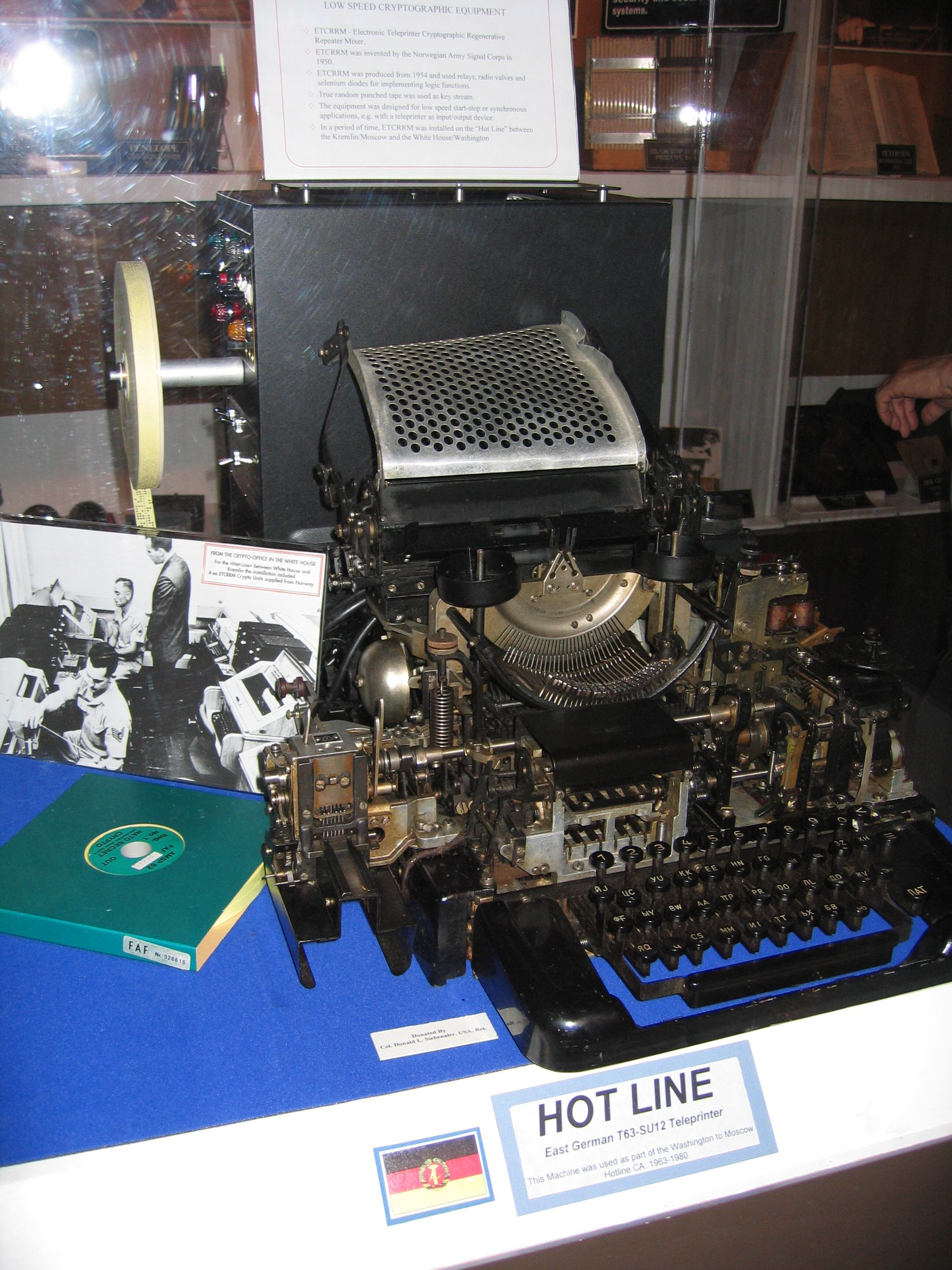
Um teleimpressor Siemens T63-SU12 da Alemanha Oriental da linha direta, conforme exibido no Museu Nacional de Criptologia da NSA. A caixa preta atrás da teleimpressora é uma máquina de criptografia ETCRRM II.

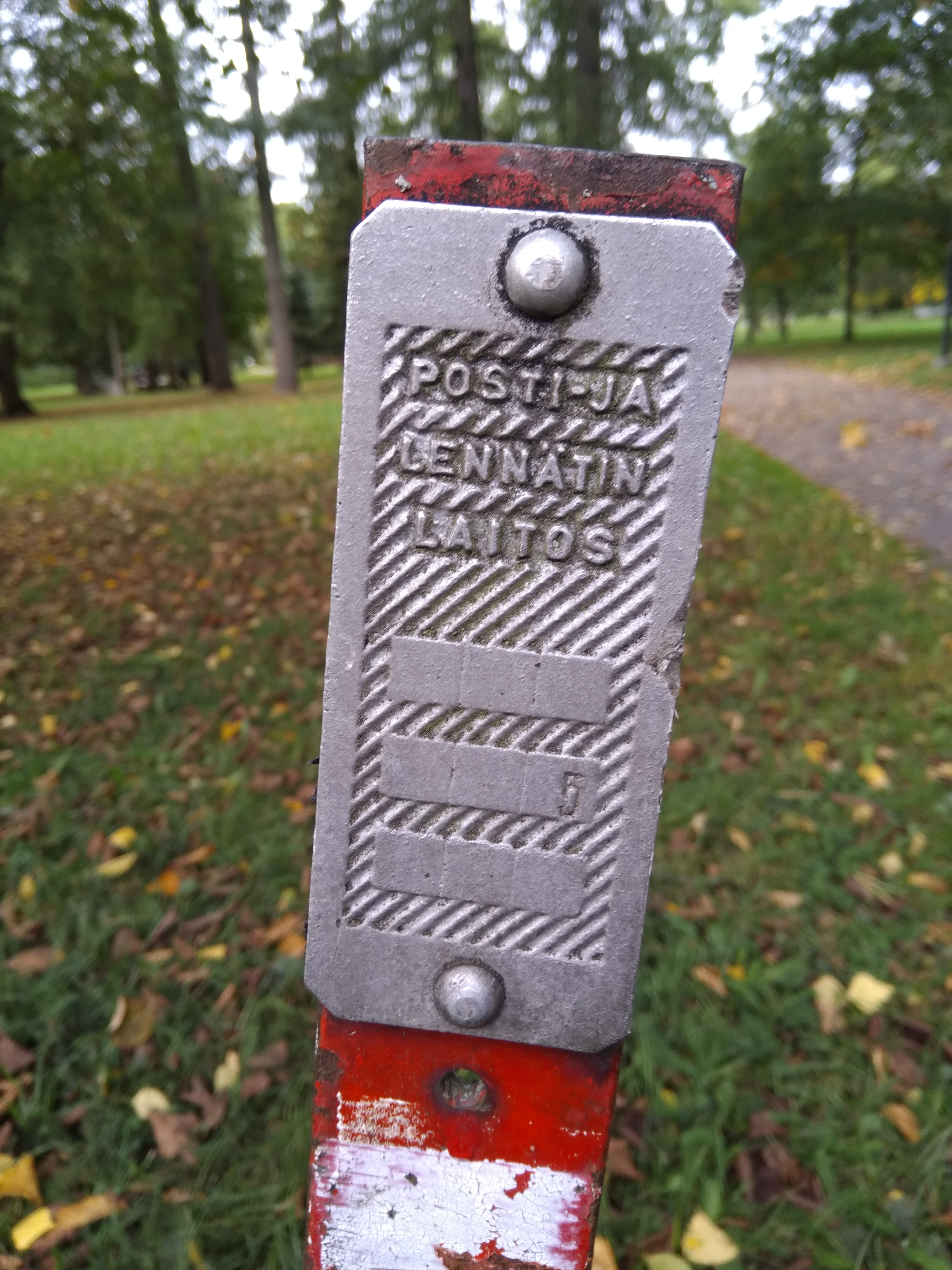
Na Finlândia, ainda existem vários sinais marcando a localização do cabo. Este é em Forssa. O texto diz "Departamento de correios e telégrafos". O cabo também foi usado para o serviço telefônico nacional comum.

A linha direta Moscou-Washington era destinada apenas para texto; a fala pode ser mal interpretada. Os líderes escreveram em sua língua nativa e as mensagens foram traduzidas na extremidade receptora.

### Teletipo
A primeira geração da linha direta usava dois circuitos telegráficos duplex em tempo integral. O circuito primário foi roteado de Washington, D.C. via Londres, Copenhague, Estocolmo e Helsinque para Moscou. TAT-1, o primeiro cabo telefônico transatlântico submarino transportava mensagens de Washington a Londres. Uma linha de rádio secundária para backup e mensagens de serviço ligava Washington e Moscou via Tânger. Esta rede foi originalmente construída pela Harris Corporation.
Em julho de 1963, os Estados Unidos enviaram quatro conjuntos de teleimpressoras com o alfabeto latino a Moscou para o terminal de lá. Um mês depois, o equipamento Soviética, quatro conjuntos de Leste alemão teleimpressoras com o alfabeto cirílico feita pela Siemens, chegou em Washington. A linha direta começou a operar em 30 de agosto de 1963.

### Criptografia
Um dispositivo norueguês chamado Electronic Teleprinter Cryptographic Regenerative Repeater Mixer II (ETCRRM II) criptografou as mensagens de teletipo. Este usou o criptossistema de almofada única inquebrável. Cada país entregou fitas de codificação usadas para codificar suas mensagens por meio de sua embaixada no exterior. Uma vantagem do teclado único era que nenhum dos países precisava revelar métodos de criptografia mais confidenciais para o outro.

### Satélite
Em setembro de 1971, Moscou e Washington decidiram atualizar o sistema. Os países também concordaram pela primeira vez quando a linha deveria ser usada. Especificamente, eles concordaram em notificar um ao outro imediatamente no caso de um incidente acidental, não autorizado ou inexplicável envolvendo uma arma nuclear que pudesse aumentar o risco de guerra nuclear. Duas novas linhas de comunicação por satélite suplementaram os circuitos terrestres usando dois satélites Intelsat dos EUA e dois satélites Molniya II soviéticos. Esse arranjo durou de 1971 a 1978; tornou o link de rádio via Tânger redundante.

### Fac-símile
Em maio de 1983, o presidente Reagan propôs atualizar a linha direta com o acréscimo da capacidade de fax de alta velocidade. A União Soviética e os Estados Unidos concordaram formalmente em fazer isso em 17 de julho de 1984.
De acordo com o acordo, as atualizações deveriam ocorrer por meio do uso de satélites e modems Intelsat, máquinas de fax e computadores. Os terminais de fac-símile estavam operacionais em 1986. Os circuitos de teletipo foram cortados em 1988 após vários anos de testes e uso provaram que os links de fax eram confiáveis. Os soviéticos transferiram o link da linha direta para os mais novos satélites geoestacionários da classe Gorizont do sistema Stationar.

### e-mail
Em 2007, a linha direta Moscou – Washington foi atualizada; uma rede de computadores dedicada conecta Moscou e Washington. O novo sistema começou a operar em 1º de janeiro de 2008. Ele continua a usar os dois links de satélite, mas um cabo de fibra óptica substituiu o antigo cabo de backup. Um software comercial é usado para bate-papo e e-mail: bate-papo para coordenar as operações e e-mail para mensagens reais. A transmissão é quase instantânea, dada a velocidade da luz e a importância exigente do sistema de comunicações.

## Exposição no museu
Um telex original da Alemanha Oriental utilizado na configuração inicial do hotline de 1963 está actualmente em exibição no National Cryptologic Museum, localizado no National Security Agency (NSA), campus de Fort Meade, Maryland.

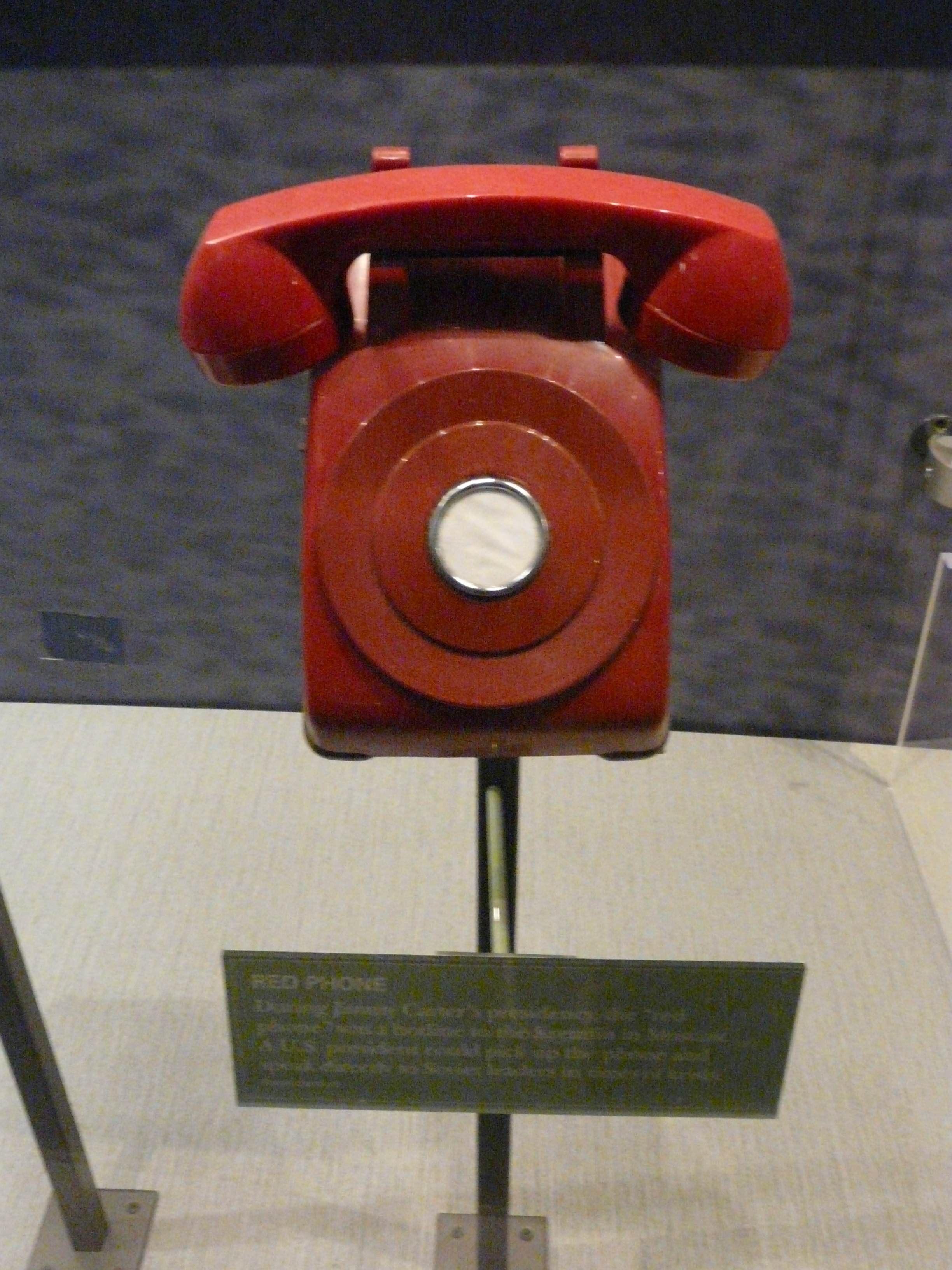
Um "telefone vermelho" sem discagem que está em exibição na Biblioteca e Museu Jimmy Carter. Este telefone é na verdade um acessório, representando erroneamente a linha direta entre Washington e Moscou.

## Na cultura popular
Um "telefone vermelho" sem discagem que está em exibição na Biblioteca e Museu Jimmy Carter. Este telefone é na verdade um acessório, representando erroneamente a linha direta entre Washington e Moscou. Uma linha direta foi retratada no filme de Stanley Kubrick, Dr. Strangelove, de 1964 e vagamente baseados no romance de Peter George sobre a Guerra Fria, Red Alerta de 1958.

Uma descrição mais realista da Hotline foi o romance de Tom Clancy, The Sum of All Fears, de 1991 e sua adaptação para o cinema de 2002, em que um sistema de comunicação de computador baseado em texto foi representado, parecendo o equipamento real da Hotline das décadas de 1980 e 1990.